# Adolf Daens
Adolf Daens (18. prosince 1839 – 14. června 1907) byl belgický (vlámský) kněz, křesťansko-demokratický politik a sociální aktivista.

## Biografie
V letech 1859–1871 byl členem jezuitského řádu. Po odchodu z řádu se začal věnovat politice a založil tzv. daensistické hnutí, inspirované encyklikou Rerum Novarum papeže Lva XIII., z něhož roku 1891 vznikla Christene Volkspartij, belgická křesťansko demokratická strana, která výrazně posunula křesťanskou politiku doleva, oproti konzervativní Katolické straně, která v Belgii existovala od roku 1869. Daens se záropveň silně angažoval ve vlámském hnutí usilujícím o odstržení vlámských oblastí od Belgie a byl aktivní rovněž v odborovém hnutí.
Roku 1971 napsal Louis Paul Boon životopisný román Daens, který byl roku 1992 zfilmován Stijnem Coninxem v hlavní roli s Janem Decleirem. Ve vlámské anketě hledající největšího Belgičana se Daens roku 2005 umístil na pátém místě.